# كثيب: ليدي كلادان
كثيب: ليدي كلادان (بالإنجليزية: Dune: The Lady of Caladan)‏ هي رواية خيال علمي صدرت عام 2021 بقلم برايان هربرت وكيفن أندرسون، تدور أحداثها في عالم كثيب الذي ألَّفه فرانك هربرت. هي ثاني كتاب في ثلاثية كلادان من الروايات التمهيدية. صدرت الرواية في 21 سبتمبر 2021 بواسطة كتب تور، وسبقتها كثيب: دوق كلادان في أكتوبر 2021. لرواية الأخيرة في الثلاثية هي كثيب: وريث كلادان، صدرت في نوفمبر 2022.